# Comuna Tavrîceanka, Kahovka
Tavrîceanka (în ucraineană Тавричанка) este o comună în raionul Kahovka, regiunea Herson, Ucraina, formată din satele Mareanivka, Skvorțivka, Solidarne și Tavrîceanka (reședința).

## Demografie
Componența lingvistică a comunei Tavrîceanka
     Ucraineană (89,69%)
     Rusă (9,49%)
     Alte limbi (0,74%)
Conform recensământului din 2001, majoritatea populației comunei Tavrîceanka era vorbitoare de ucraineană (89,69%), existând în minoritate și vorbitori de rusă (9,49%).